# ديفيد غاردنر (عازف كمان)
ديفيد غاردنر (بالإنجليزية: David Gardner) هو عازف كمان ‏ أمريكي، ولد في 22 مارس 1968.